# Moudjahid
Pour les articles homonymes, voir Moudjahid (homonymie).
 (mars 2020).

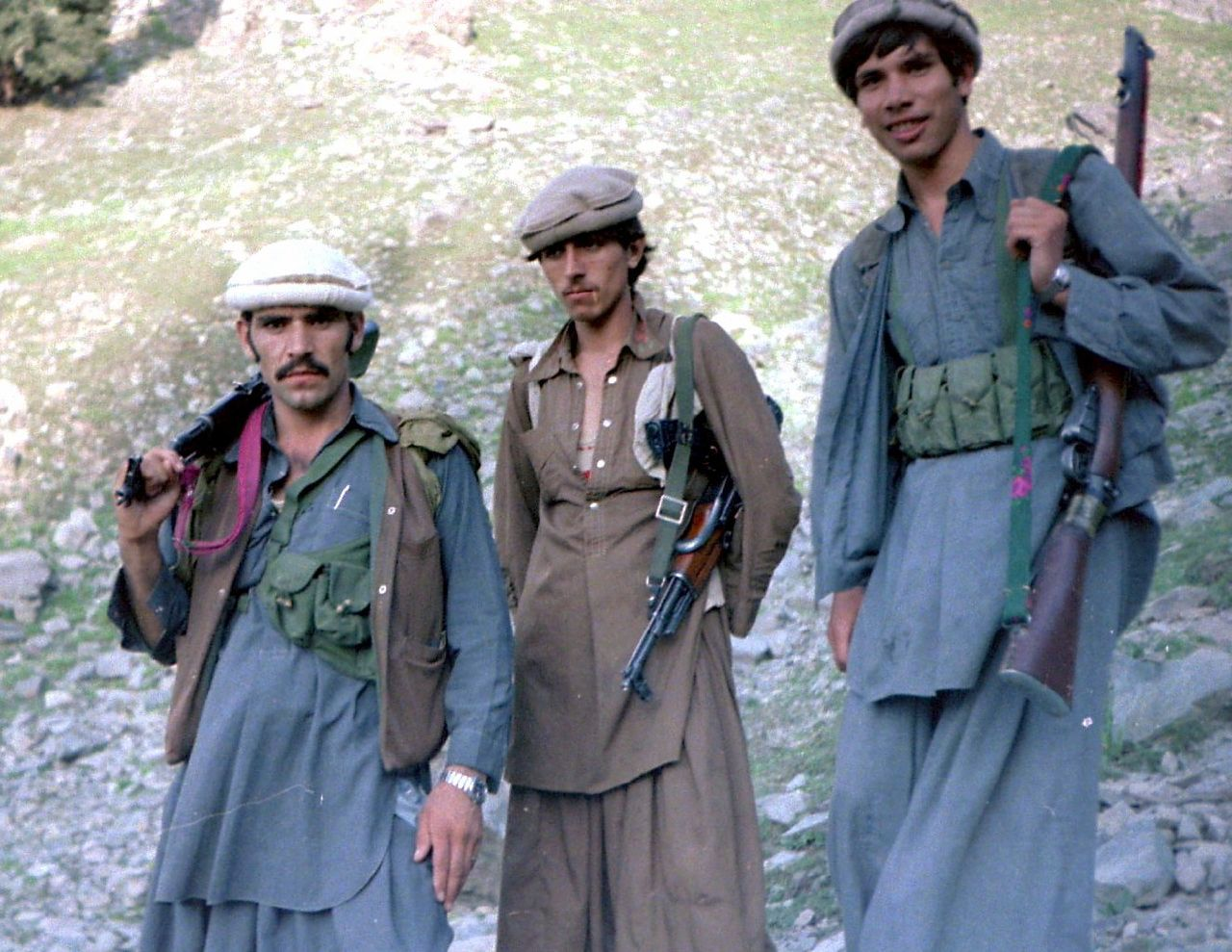
Moudjahidines pakistanais pendant la guerre d'Afghanistan en 1985.

Le moudjahid ou mujāhid (arabe : مُجاهِد [muʒāhid], combattant ; résistant ; militant, pl. مُجاهِدون [muʒāhidūn], pluriel de l'arabe standard) ou encore mujahidin, moudjahidin ou moudjahidine (forme pluriel de l'arabe dialectal, ou du persan : مجاهدين [modʒāhidīn]) est dans l'islam un combattant pour la foi qui s'engage dans le djihad, la combattante étant une moudjahida. La forme plurielle moudjahidine est plus souvent employée en français, occultant la forme du singulier arabe : un moudjahid, des moudjahidines. Au sens littéral, le terme est un participe actif de la forme augmentée III qui signifie « appliqué, actif, assidu, zélé ».
Durant la guerre d'Algérie, le moudjahid est un membre de l'Armée de libération nationale ou du Front de libération nationale. Le terme s'est toutefois répandu en Occident pendant la première guerre d'Afghanistan opposant les Soviétiques aux partisans afghans et pakistanais. Il est aussi repris par l'Organisation des moudjahiddines du peuple iranien, un mouvement armé d'opposition au régime iranien.

## Moujahidin par pays

### En Afghanistan
Au nombre des différents groupes de moudjahidines présents en Afghanistan lors de la guerre contre l'Union soviétique, on compte, entre autres, celui du commandant Amin Wardak, celui de Djalâlouddine Haqqani, celui de Hekmatyar, et bien d'autres, mais surtout pour le plus célèbre celui du commandant Ahmed Shah Massoud. Les moudjahidines de l'Emirat d'Afghanistan ont aussi combattu l'occupation de leur pays par l'Armée américaine.

### En Algérie
En Algérie, moudjahid est le titre officiel du combattant qui a participé à la guerre de libération nationale de manière effective, permanente et sans interruption dans des structures et/ou sous la bannière du Front de libération nationale durant la période allant du 1er novembre 1954 au 19 mars 1962.

### En Libye
Le terme est employé en Libye pour qualifier les combattants libyens ayant participé à la résistance contre l'armée italienne, durant la conquête militaire italienne.

### Au Maroc
Ce terme est employé au Maroc pour qualifier les combattants marocains ayant participé à des guerres contre des armées occidentales. Ainsi, dans ce pays, sont considérés comme moudjahid les soldats marocains ayant pris part à la guerre contre la colonisation française entre 1907 et 1937 et à la guerre du Maroc contre la France en 1844, sous la bannière de l'Empire chérifien, ainsi que les soldats marocains de la guerre contre l'Espagne qui s'est terminée en 1860. Reçoivent aussi cette appellation les guerriers marocains qui ont participé à la bataille des Trois Rois contre le Portugal et ceux ayant participé à la guerre du Rif.

### En Tchétchénie
Au nombre des différents groupes de moudjahidines présents en Afghanistan lors de la guerre contre l'Union soviétique, on compte, entre autres, celui du commandant   Chamil Salmanovitch Bassaïev .